# Sounon Boké Soumaïla
Sounon Boké Soumaïla est un homme politique béninois élu député du Bénin lors des élections législatives du 8 janvier 2023.

## Biographie
Sounon Boké Soumaïla est né le 24 avril 1978 à Gomparou. 
Sounon Boké Soumaïla est élu député de l'Assemblée Nationale du Bénin sur la liste du parti politique béninois Les Démocrates lors des élections législatives qui se sont tenues le 8 janvier 2023. Il fait partie des 109 députés de la 9e législature,.